# Maciowakrze (gromada)
Maciowakrze – dawna gromada, czyli najmniejsza jednostka podziału terytorialnego Polskiej Rzeczypospolitej Ludowej w latach 1954–1972.
Gromady, z gromadzkimi radami narodowymi (GRN) jako organami władzy najniższego stopnia na wsi, funkcjonowały od reformy reorganizującej administrację wiejską przeprowadzonej jesienią 1954 do momentu ich zniesienia z dniem 1 stycznia 1973, tym samym wypierając organizację gminną w latach 1954–1972.
Gromadę Maciowakrze z siedzibą GRN w Maciowakrzu utworzono – jako jedną z 8759 gromad na obszarze Polski – w powiecie kozielskim w woj. opolskim, na mocy uchwały nr VII/22/54 WRN w Opolu z dnia 4 października 1954. W skład jednostki weszły obszary dotychczasowych gromad Maciowakrze, Dobrosławice i Radoszowy ze zniesionej gminy Pawłowiczki oraz Szczyty ze zniesionej gminy Polska Cerekiew w tymże powiecie. Dla gromady ustalono 18 członków gromadzkiej rady narodowej.
31 grudnia 1961 do gromady Maciowakrze włączono: a) wieś Dobieszów z gromady Pawłowiczki, i b) wieś Koza z gromady Wronin – w tymże powiecie.
Gromadę zniesiono 1 stycznia 1969, a jej obszar włączono do gromad: Wronin (wsie Szczyty i Koza) i Pawłowiczki (wsie Maciowakrze, Dobrosławice, Dobieszów i Radoszowy) w tymże powiecie.